# Lilienfeldi apátság
A Lilienfeldi apátság (németül: Stift Lilienfeld) egy ciszterci kolostor az alsó-ausztriai Lilienfeldben, Sankt Pöltentől délre. Pyrker János László személyében magyar apátja is volt.

## Történelem
1202-ben VI. Lipót, Ausztria és Stájerország hercege alapította a Heiligenkreuzi apátság leányházaként. Az egymást követő apátok Ausztria uralkodóinak tanácsosai voltak, és ennek az értékes kapcsolatnak köszönhetően az apátság meggazdagodott.
Matthias Kollweis apát (1650–1695) a törökök Bécs elleni előretörése során 1683-ban erőddé alakította a kolostort, helyőrséget telepített, és rengeteg szökevénynek adott menedéket.
A 17. században a középkori épületeket barokk építményekkel bővítették. A 18. század első felében a torony, a könyvtár és a templom belső és berendezése is megújult barokk stílusban .
Az apátságot II. József császár 1789-ben felszámolta, de bár a könyvtárat, a levéltárat és a hordozható értékeket eltávolították, II. József halála után II. Lipót császár már 1790-ben újra megnyitotta.
1810-ben az apátság nagy része egy tűzvészben elpusztult, de Pyrker János László apát vezetésével újjáépítették, aki később velencei pátriárka (1820–26) és végül egri pátriárka-érsek lett.
1976-ban VI. Pál pápa a lilienfeldi apátsági templomot "kisbazilikának" nyilvánította.
A szerzetesek az obszerváns ciszterci közösséghez tartoznak az osztrák kongregáció részeként.
Az 1980-as évek elejétől a Lilienfeldi Apátság adott otthont a Sommerakademie Lilienfeldnek, egy nyári zeneakadémiának, ahol neves tanárok mesterkurzusai zajlanak. A tanfolyamok júliusban két hétig tartanak, és általában 5 koncertet adnak elő a résztvevők. Csak 2008-ban több mint 160 ember vett részt 27 országból a Sommerakademie Lilienfeld tevékenységében.

## Borkészítés
Az adományozás részeként VI. Lipót herceg, Ausztria hercege Pfaffstättenben és környékén, Baden bei Wien és Gumpoldskirchen között földeket adományozott az apátságnak, amelyen a szerzetesek fallal körülvett birtokot emeltek ("kolostori kastélyként" ismert). A gótikus templomból, kastélyból és számos egyéb épületből álló Lilienfelderhof birtokot 2006-ban a Kartause Gaming Magánalapítvány szerezte meg 99 éves bérleti szerződéssel. Az ingatlan és szőlőültetvényei jelenleg felújítás alatt állnak.

## Képek

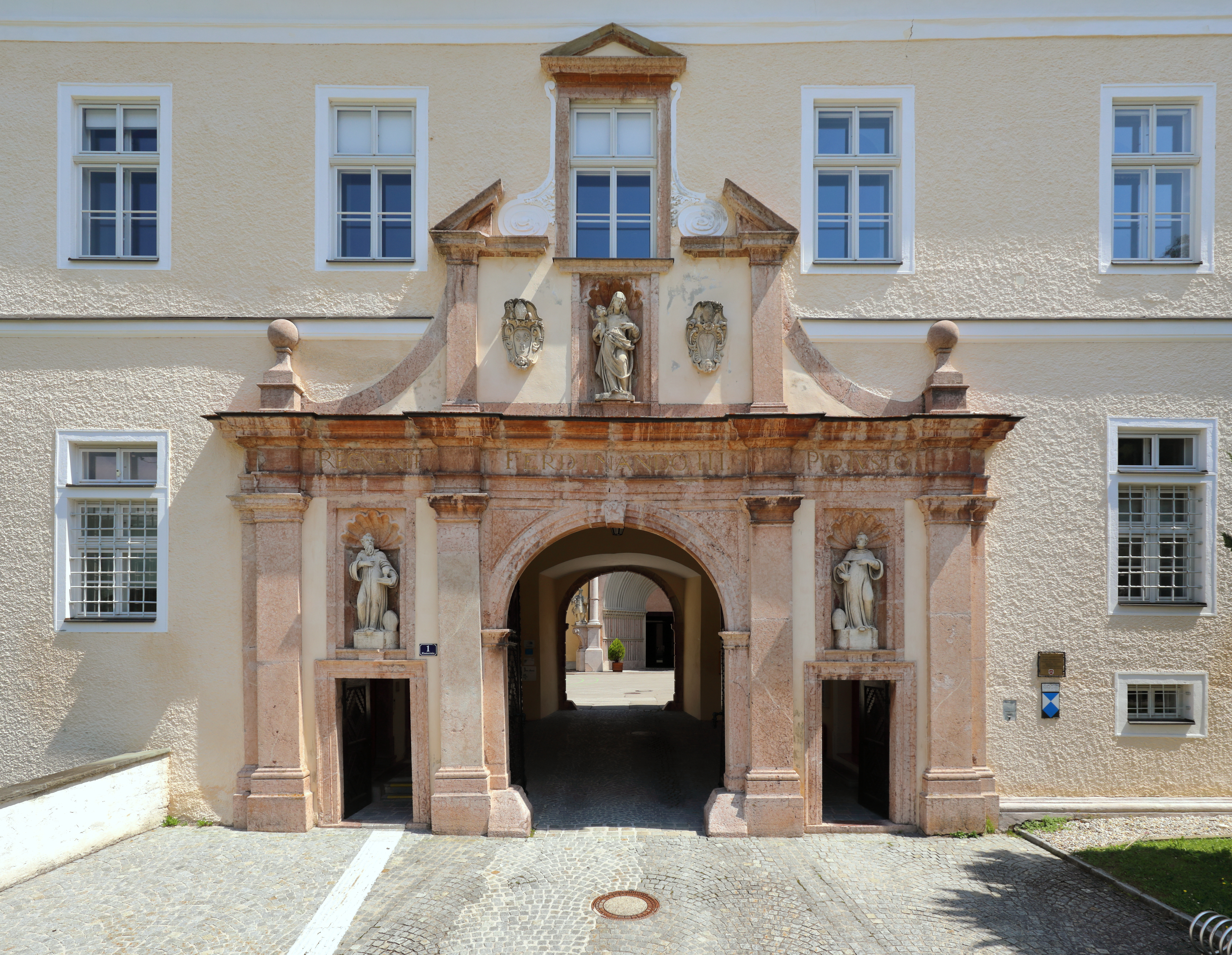
A főportál
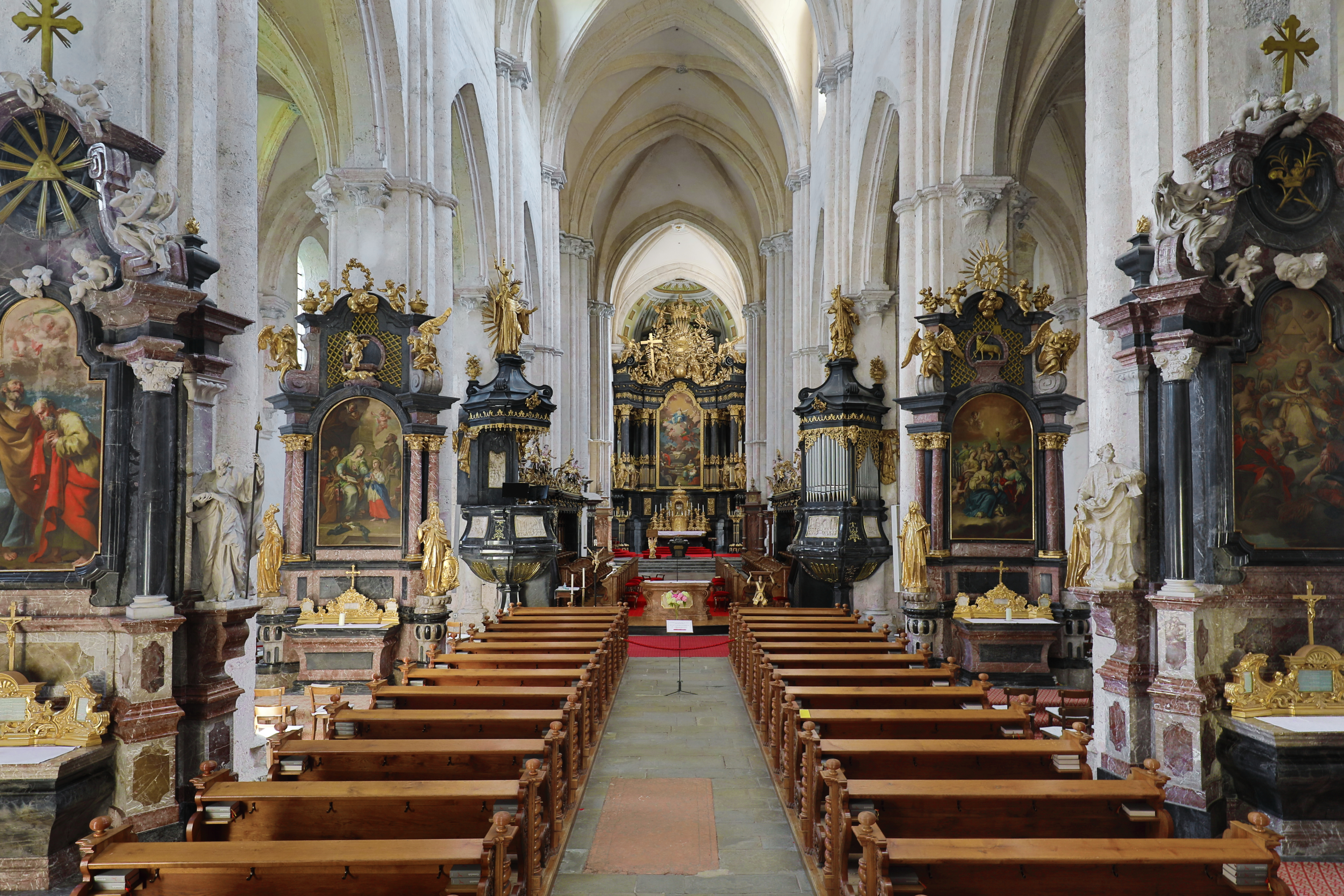
A templom belső képe
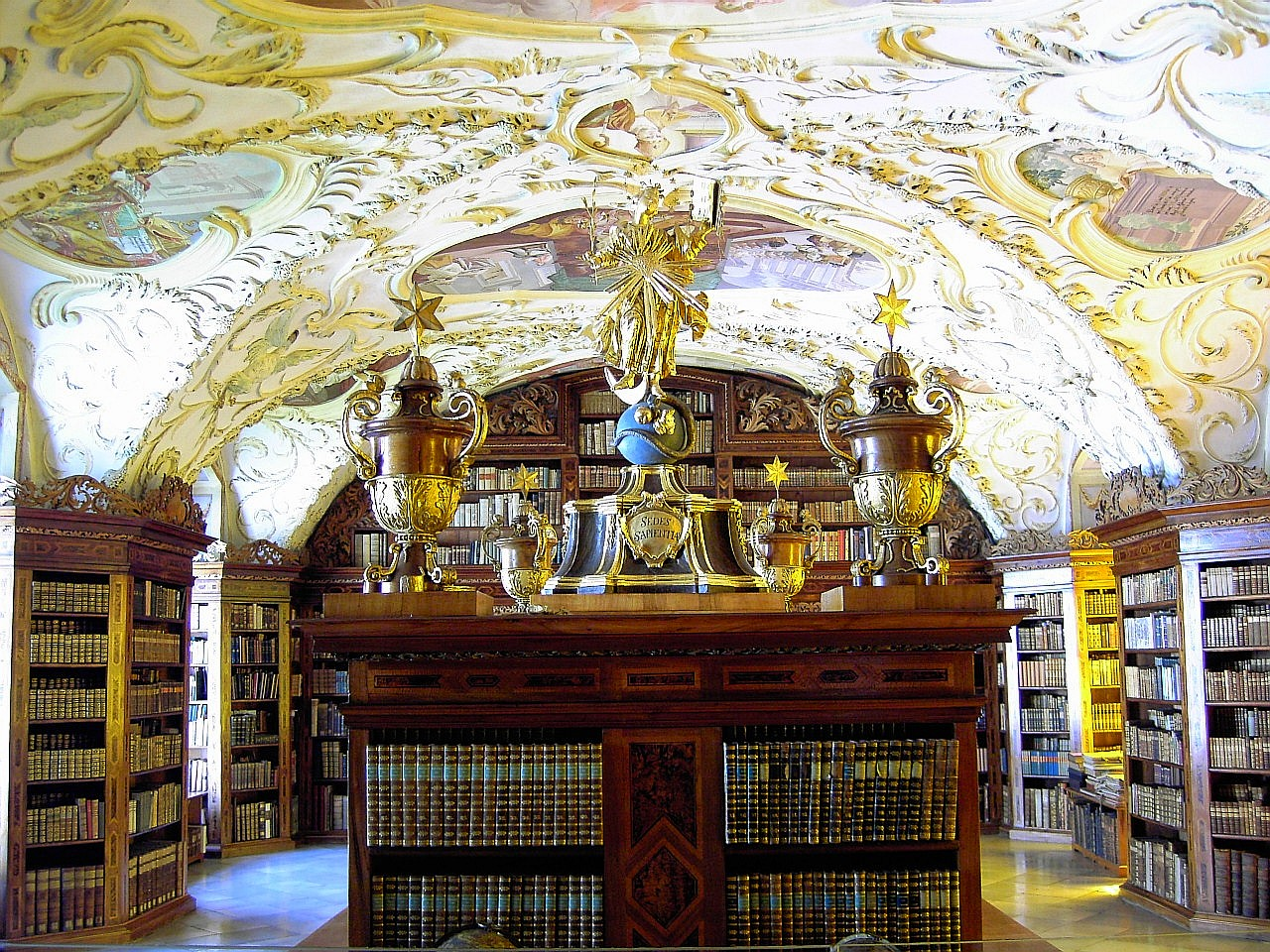
A kőnyvtár
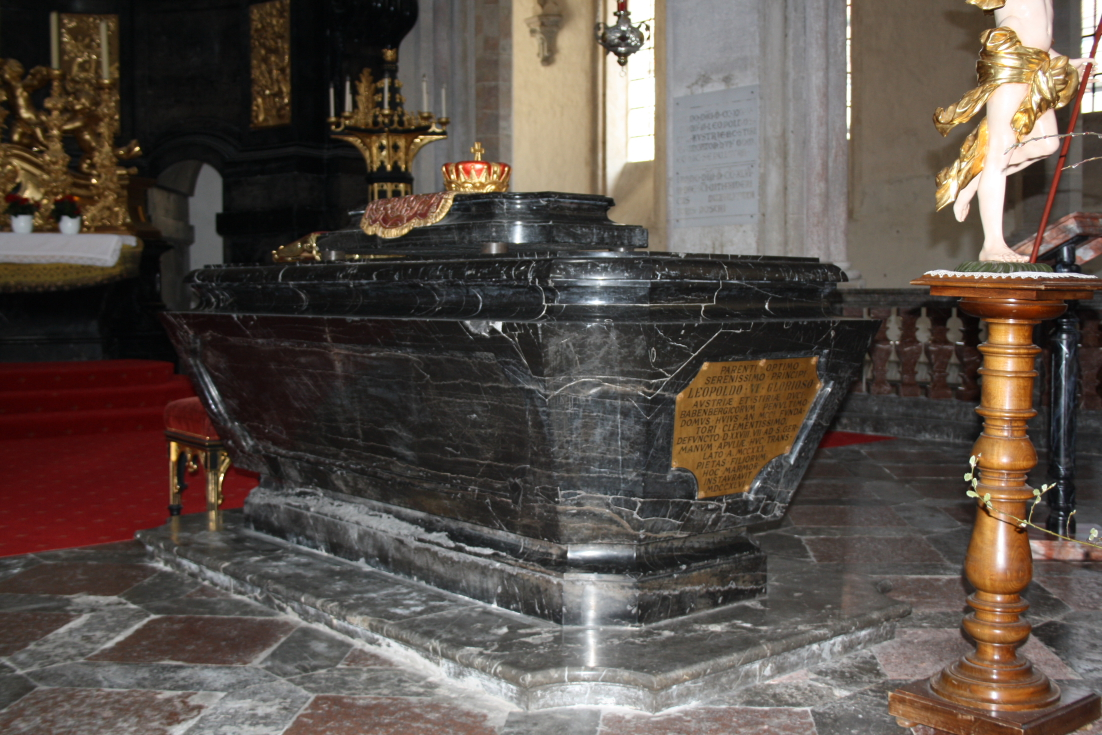
VI. Lipót osztrák herceg kenotáfiuma a főoltár előtt
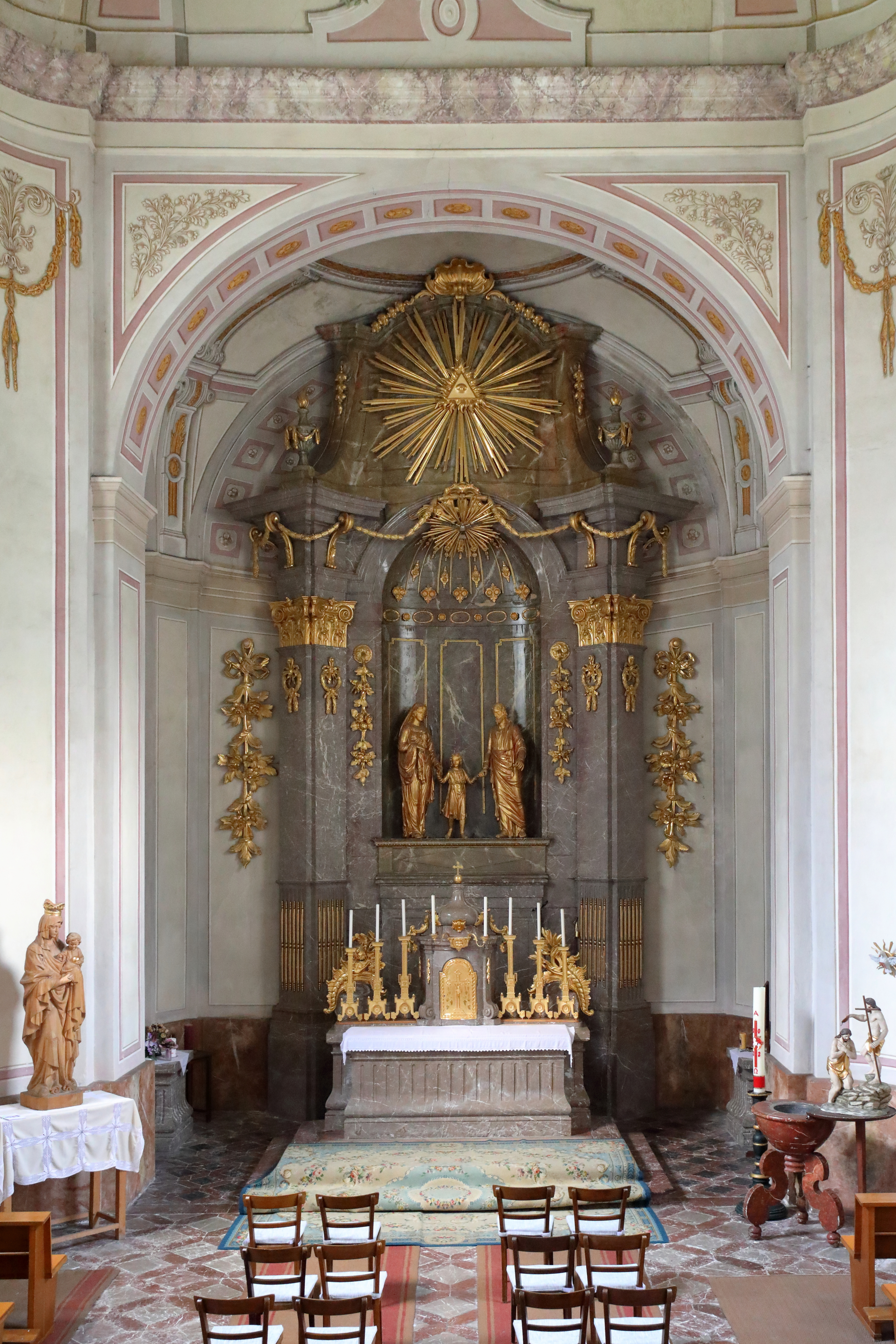
Kapolna a templomban
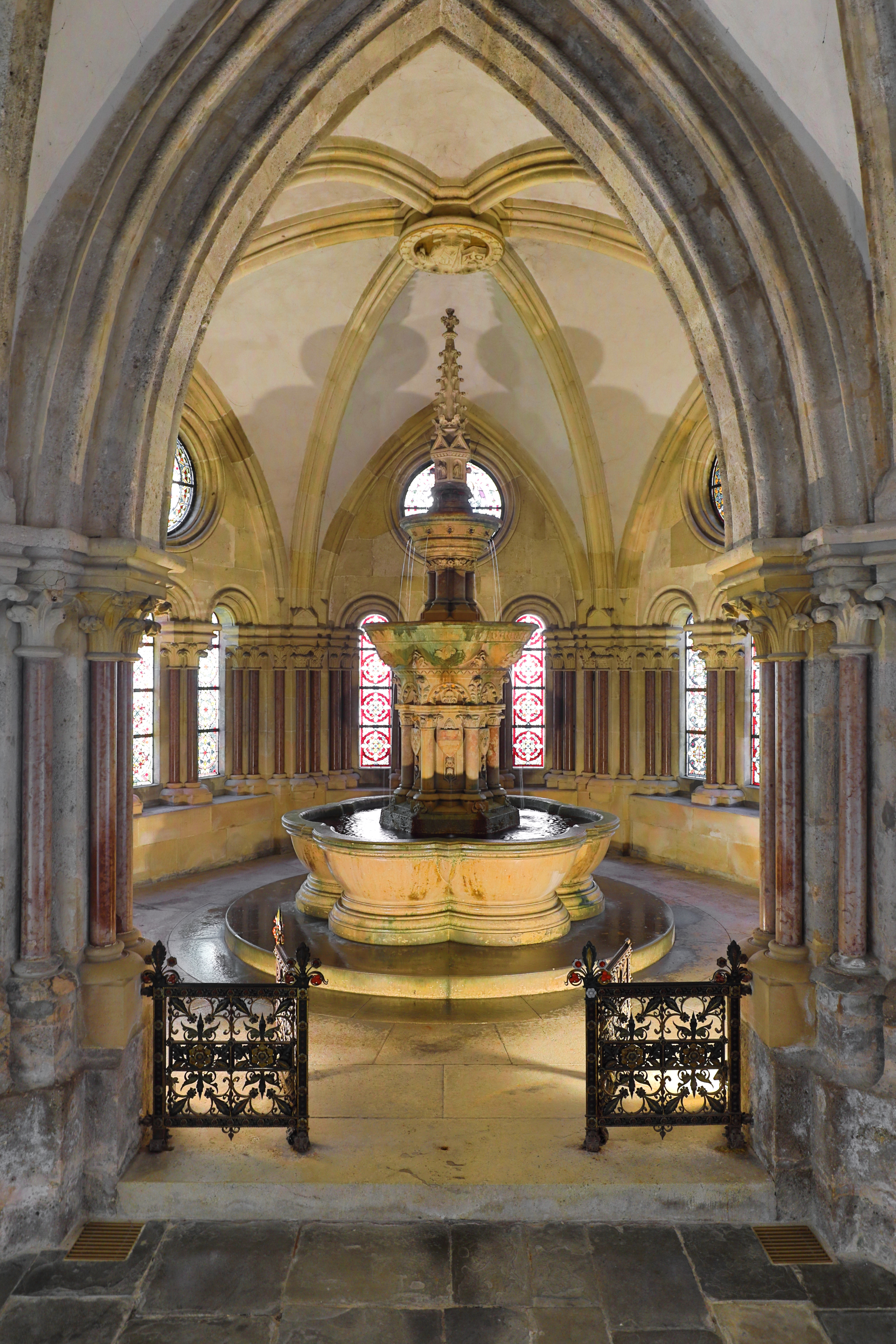
A kútház
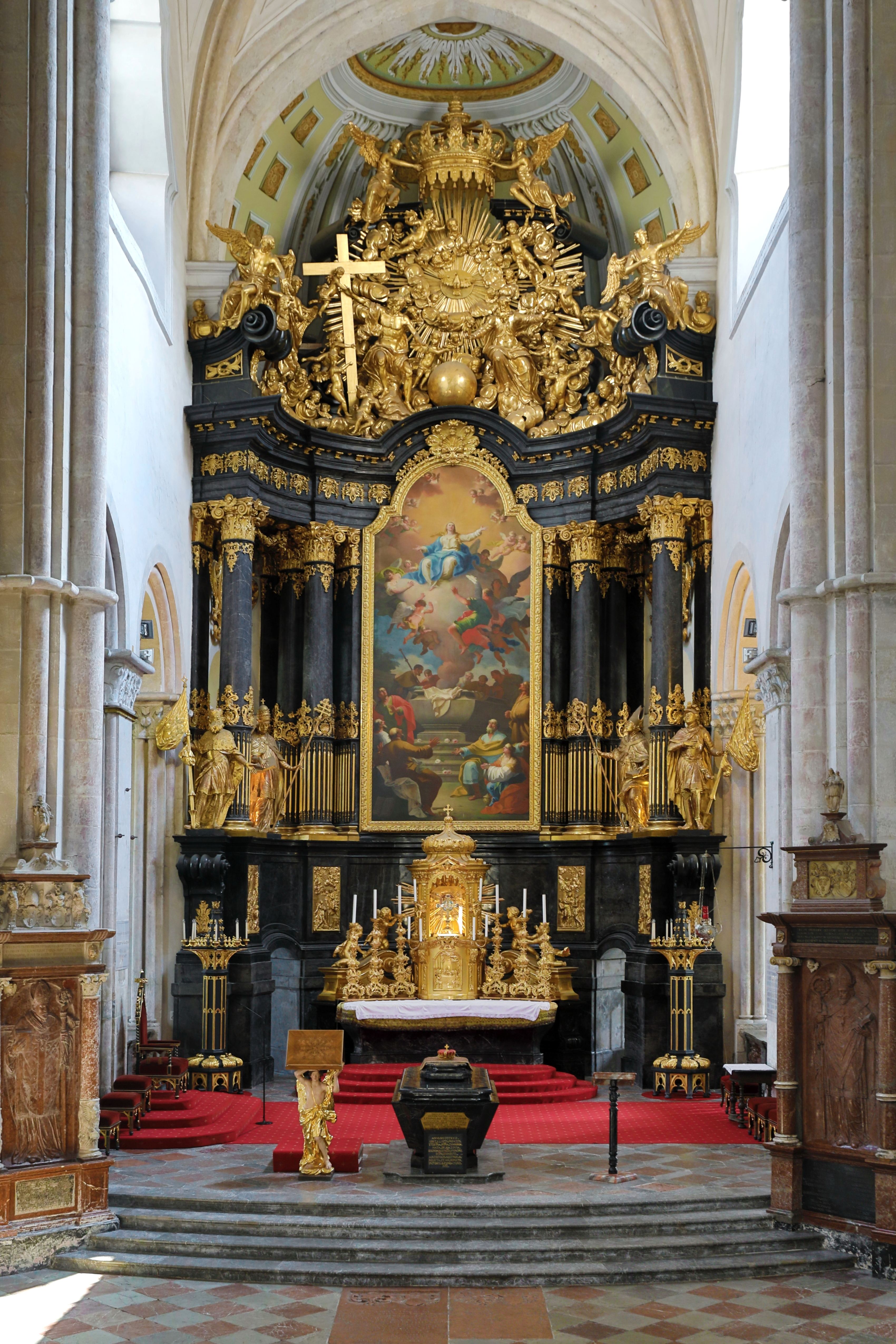
A főoltár
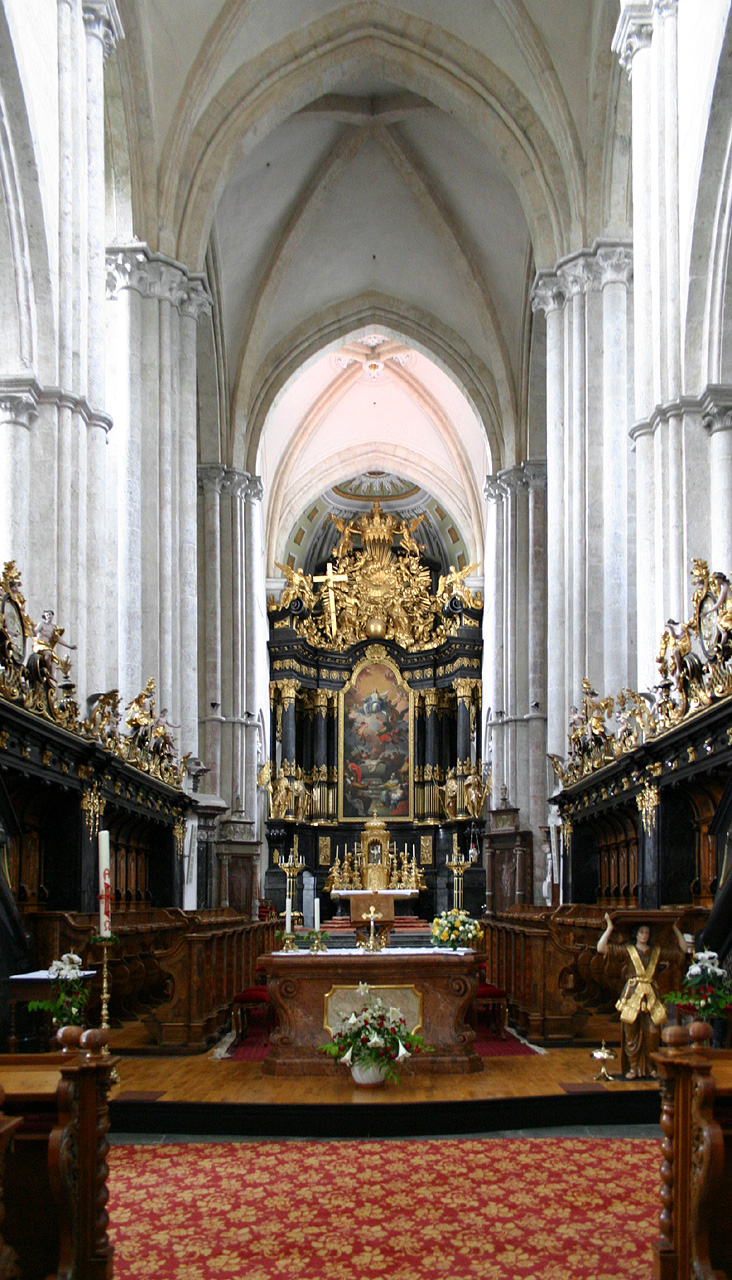
A főoltár térsége
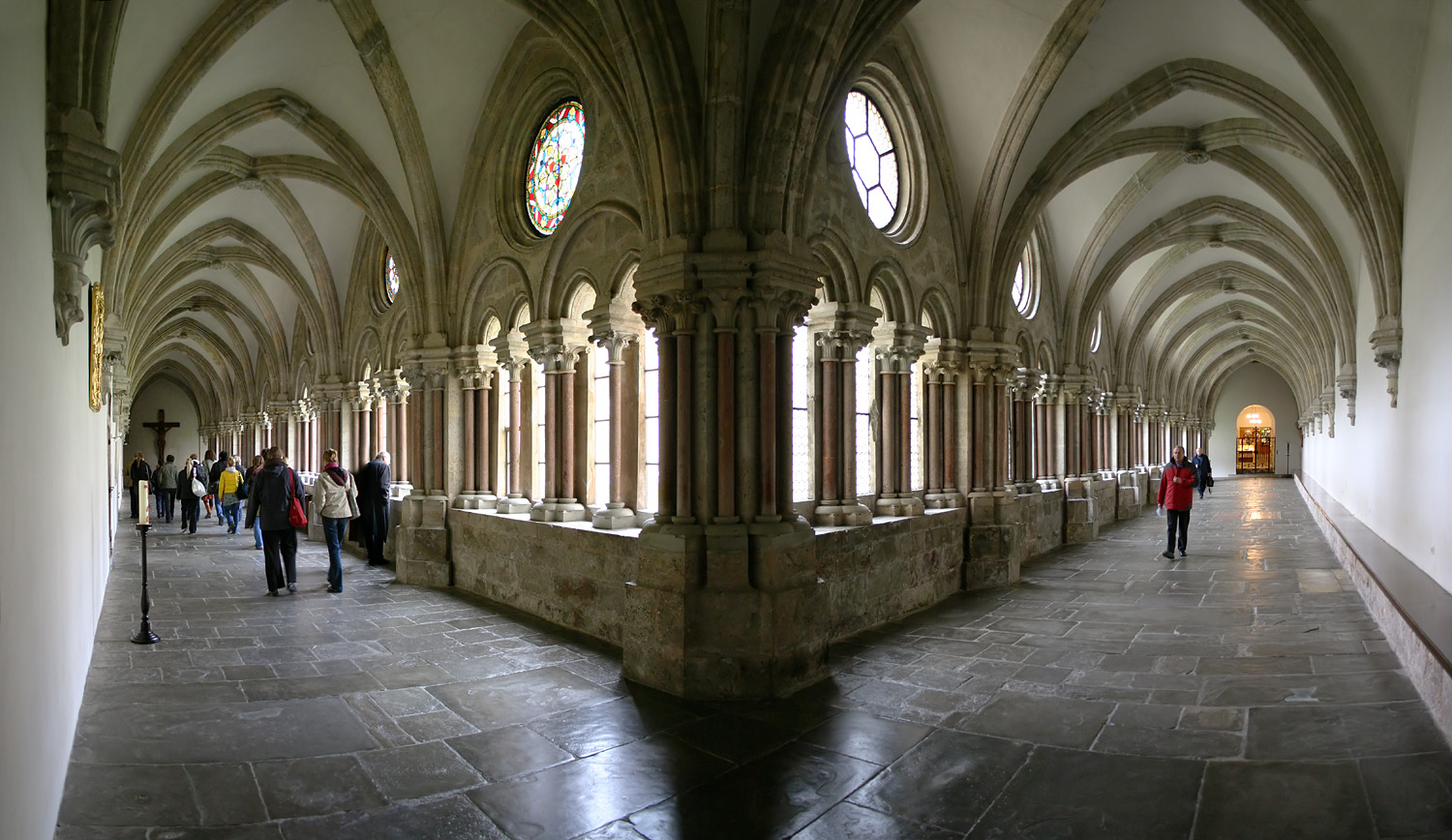
A Kerengő

## Fordítás
Ez a szócikk részben vagy egészben  a   Lilienfeld Abbey című angol Wikipédia-szócikk ezen változatának fordításán alapul.  Az eredeti cikk szerkesztőit annak laptörténete sorolja fel. Ez a jelzés csupán a megfogalmazás eredetét és a szerzői jogokat jelzi, nem szolgál a cikkben szereplő információk forrásmegjelöléseként.